# Davor Perkat
Davor Perkat, slovenski nogometaš, * 24. oktober 1966.
Perkat je celotno kariero v slovenski ligi igral za klub Izola, za katerega je v prvi slovenski ligi odigral 166 prvenstvenih tekem in dosegel trinajst golov.
Za slovensko reprezentanco je nastopil 3. junija 1992 na prijateljski tekmi proti estonski reprezentanci.